# Аргумент кіно
«Аргумент кіно» (раніше — «Арґумент-кіно») — українська телепрограма про кіно, яка виходить на телеканалах «1+1» і «1+1 Україна». Вважається найтривалішою програмою про кіно в етері всеукраїнського телеканалу.

## Історія
Телепрограму «Арґумент-кіно» було започатковано у 1999 році кінознавцем Володимиром Войтенком, який став її ведучим. Перший випуск відбувся 19 вересня 1999 року. Програма виходила раз на два тижні, а з 2002 року стала щотижневою. Тривалість випуску теж змінювалася — від 7 до 30 хвилин.
З жовтня 2010 року було змінено слот виходу програми в етер: замість 01:20, вона стала транслюватись о 00:35. У грудні 2015 року з «Арґументу-кіно» пішла режисерка Жанна Скора, яка працювала над проєктом 11 років. За словами Володимира Войтенка, Скора звільнилась через «суто виробничі речі».
Наприкінці січня 2016 року з особистих причин з програми пішов її редактор і співавтор Ігор Грабович, який також присвятив «Арґументу-кіно» 11 років. Того ж місяця Войтенко заявив, що програма змінить формат: акцент робитиметься на актуальні події, кінопрокат і новини.
У жовтні 2024 року було оголошено про відновлення проєкту на телеканалі «1+1 Україна» під назвою «Аргумент кіно» з ведучим Єгором Гордєєвим. Проєкт присвячено українському кінематографу: як класичним так і сучасним українським фільмам.

## Фільми
Список фільмів. яки демонструвалися у випусках програми «Арґумент-кіно».

### Сезон 1 (1999-2000)
| Номер в сезоні | Назва фільму                    | Режисер                | Коментар                                                        |
| -------------- | ------------------------------- | ---------------------- | --------------------------------------------------------------- |
| 5              | Все про Єву (1950)              | Джозеф Л. Манкевич     | Сюжет про акторку Бет Девіс                                     |
| 6              | Лаура (1944)                    | Отто Премінджер        | Сюжет про жанр фільм-нуар                                       |
| 7              | Мальтійський сокіл (1941)       | Джон Г'юстон           | Сюжет про жанр фільм-нуар (ч.2)                                 |
| 8              | Великий сон (1946)              | Говард Гокс            | Сюжет про жанр фільм-нуар (ч.3)                                 |
| 9              | Околиця (1998)                  | Петро Луцик            |                                                                 |
| 10             | Два капітани 2 (1992)           | Сергій Дебіжев         |                                                                 |
| 11             | Подвиг розвідника (1947)        | Борис Барнет           |                                                                 |
| 12             | Персона (1966)                  | Інґмар Берґман         | Сюжет про режисера Інґмара Берґмана                             |
| 13             | Блиск (1996)                    | Скотт Гікс             |                                                                 |
| 14             | Омбре (1967)                    | Мартін Рітт            | Сюжет про вестерни та Пола Ньюмана                              |
| 15             | Ніч (1961)                      | Мікеланджело Антоніоні | Сюжет про режисера Мікеланджело Антоніоні                       |
| 16             | Над темною водою (1992)         | Дмитро Месхієв         | З 2014 року фільм заборонений до показу та поширення в Україні. |
| 17             | Французький зв'язковий (1971)   | Вільям Фрідкін         | Сюжет про поліційні фільми                                      |
| 18             | Французький зв'язковий 2 (1975) | Джон Франкенхаймер     | Сюжет про Джина Гекмана                                         |

### Сезон 2 (2000-2001)
| Номер в сезоні | Назва фільму                   | Режисер             | Коментар                                           |
| -------------- | ------------------------------ | ------------------- | -------------------------------------------------- |
| 1              | Злі вулиці (1973)              | Мартін Скорсезе     | Сюжет про Мартіна Скорсезе                         |
| 2              | Заслана дівчина (1998)         | Джоан Чен           | Сюжет про Джоан Чен                                |
| 3              | До побачення, діти (1987)      | Луї Маль            | Сюжет про Луї Маля                                 |
| 4              | Жіноча справа (1988)           | Клод Шаброль        | Сюжет про Клода Шаброля                            |
| 5              | Місяць (1979)                  | Бернардо Бертолуччі | Сюжет про Бернардо Бертолуччі                      |
| 6              | У вогні броду немає (1967)     | Гліб Панфілов       | Сюжет про Гліба Пнфілова                           |
| 7              | Леоло (1992)                   | Жан-Клод Лозон      | Сюжет про Жана-Клода Лозона                        |
| 8              | Велика біла надія (1970)       | Мартін Ріт          | Сюжет: фільми про боксерів                         |
| 9              | Привіт, Доллі! (1969)          | Джин Келлі          | Сюжет про мюзикли Майкла Кідда                     |
| 10             | Під захистом небес (1990)      | Бернардо Бертолуччі |                                                    |
| 11             | Ожеледь (1997)                 | Енг Лі              | Сюжет про Енга Лі                                  |
| 12             | Симаррон (1960)                | Ентоні Менн         | Сюжет про вестерни                                 |
| 13             | Палаюча зірка (1960)           | Дон Сігел           | Сюжет про вестерни (ч.2)                           |
| 14             | Чуже золото (1973)             | Берт Кеннеді        | Сюжет про Джона Вейна                              |
| 15             | Дикі вершники (1971)           | Блейк Едвардс       | Сюжет про вестерни (ч.4)                           |
| 16             | Двадцять днів без війни (1976) | Олексій Герман      | Сюжет про фільми О.Германа                         |
| 17             | Останній Імператор (1987)      | Бернардо Бертолуччі | Сюжет про орієнтальний триптих Бернардо Бертолуччі |
| 18             | Голий обід (1991)              | Девід Кроненберг    | Сюжет про Девіда Кроненберга                       |
| 19             | Піщана галька (1966)           | Роберт Вайз         | Сюжет про Роберта Вайза                            |
| 20             | Чужа біла і рябий (1989)       | Сергій Соловйов     |                                                    |
| 21             | Паперові очі Пришвіна (1989)   | Валерій Огородніков |                                                    |
| 22             | Загибель Отрара (1991)         | Ардак Аміркулов     |                                                    |
| 23             | Скарби Сьєрра-Мадре (1948)     | Джон Г’юстон        | Сюжет про Джона Г’юстона                           |
| 24             | Під вулканом (1984)            | Джон Г’юстон        | Сюжет про Джона Г’юстона (ч.2)                     |